# NGC 1260
NGC 1260 è una galassia distante 240 milioni di anni luce nella costellazione di Perseo. Fu ospite della SN 2006gy. È parte dell'Ammasso di Perseo.
Possiede una declinazione di +41° 24' 19" e una ascensione retta di 3 ore, 17 minuti e 27,2 secondi.
NGC 1260 è stata scoperta il 19 ottobre 1884 da Guillaume Bigourdan.

## Collegamenti esterni

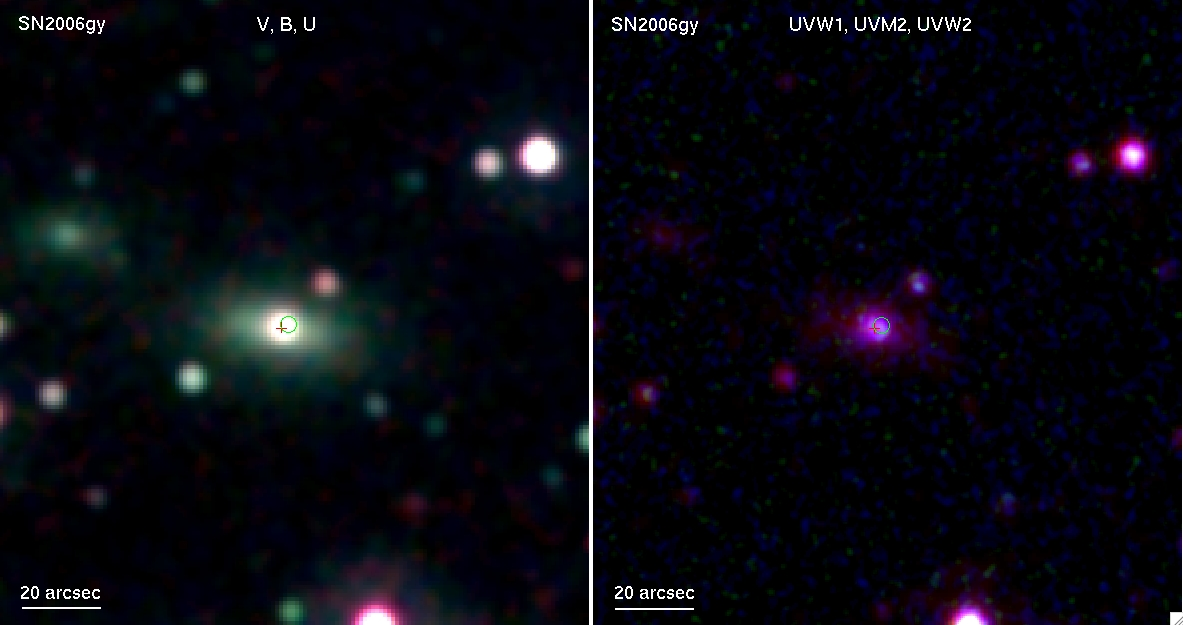
La supernova SN2006gy ripresa dal satellite Swift